# Plesiommata mollicella
Plesiommata mollicella är en insektsart som beskrevs av Fowler 1900. Plesiommata mollicella ingår i släktet Plesiommata och familjen dvärgstritar. Inga underarter finns listade i Catalogue of Life.